# Liu Liming
Liu Liming (chiń. 刘丽明; ur. 29 grudnia 1986 w Jilin) – chińska biathlonistka.

## Osiągnięcia

### Mistrzostwa Świata
| Rok  | Miejsce    | IN | SP | PU | MS | RL |
| 2007 | Anterselva |    | 50 |    |    |    |

### Mistrzostwa Świata Juniorów
| Rok  | Miejsce              | IN | SP | PU | MS | RL |
| 2004 | Haute Maurienne      | 46 | 38 | 21 |    | 11 |
| 2007 | Martell-Val Martello | 14 | 37 | 38 |    |    |

IN – bieg indywidualny, SP – sprint, PU – bieg pościgowy, MS – bieg ze startu wspólnego, RL – sztafeta